# خانه اقبال
خانه اقبال مربوط به دوره قاجار است و در اردکان، بلوار آیت‌الله خامنه‌ای، دربند اقبال واقع شده و این اثر در تاریخ ۲۸ اسفند ۱۳۸۵ با شمارهٔ ثبت ۱۸۶۶۲ به‌عنوان یکی از آثار ملی ایران به ثبت رسیده‌است.